# Nullspannungsschalter
Ein Nullspannungsschalter ist ein Sicherheitsschalter, der verhindert, dass ein elektrisch betriebenes Gerät, eine Maschine oder eine Anlage nach einem Stromausfall, z. B. nach Auslösen einer Sicherung, bei Wiederkehren der Stromversorgung selbsttätig wieder anläuft. Dies wird z. B. durch ein Relais mit Selbsthaltefunktion erreicht. Solche Schalter werden beispielsweise bei stationären Kreissägen eingesetzt.
Alternativ wird die Bezeichnung auch für einen Nulldurchgangsschalter bezeichnet, der nur im Nulldurchgang einer Wechselspannung (und nicht im Nulldurchgang eines Wechselstroms) einschaltet bzw. leitend wird.